# Ernst Heinrich Weber
Ernst Heinrich Weber (Wittenberg, 24 de junho de 1795 — 26 de janeiro de 1878) foi um médico alemão, considerado fundador da psicologia experimental.

## Carreira
Ele foi uma figura influente e importante nas áreas de fisiologia e psicologia durante sua vida e além. Seus estudos sobre sensação e toque, juntamente com sua ênfase em boas técnicas experimentais, levaram a novas direções e áreas de estudo para futuros psicólogos, fisiologistas e anatomistas.
Ernst Weber nasceu em uma formação acadêmica, com seu pai atuando como professor na Universidade de Wittenberg. Weber tornou-se médico, especializando-se em anatomia e fisiologia. Dois de seus irmãos mais novos, Wilhelm e Eduard, também foram influentes na academia, ambos como cientistas, um especializado em física e outro em anatomia. Ernst tornou-se conferencista e professor na Universidade de Leipzig e lá permaneceu até sua aposentadoria.

## Contribuições

### Diferença Just-Noticeable
Weber descreveu a diferença apenas perceptível ou jnd da seguinte forma: "ao observar a disparidade entre as coisas que são comparadas, percebemos não a diferença entre as coisas, mas a razão dessa diferença para a magnitude das coisas comparadas". Em outras palavras, somos capazes de distinguir a diferença relativa, não a diferença absoluta entre os itens. Ou, podemos distinguir entre estímulos que têm uma razão constante, não uma diferença constante. Essa razão é conhecida como fração de Weber. O primeiro trabalho de Weber com o jnd teve a ver com diferenças de peso. Ele afirmou que o jnd é a "quantidade mínima de diferença entre dois pesos necessária para diferenciá-los". Ele descobriu que a melhor discriminação entre pesos era quando eles diferiam em 8-10%. Por exemplo, se você estivesse segurando um bloco de 100 g, o segundo bloco precisaria pesar pelo menos 108 g para ser distinguível. Weber também suspeitava que uma fração constante se aplicava a todos os sentidos, mas é diferente para cada sentido. Ao comparar as diferenças no comprimento da linha, deve haver pelo menos 0,01 diferença para distinguir as duas. Ao comparar o tom da música, deve haver pelo menos 0,006 vibrações por segundo de diferença.  Assim, para cada sentido, algum aumento de intensidade é necessário para dizer uma diferença.

### Lei de Weber
A Lei de Weber, tal como rotulada por Gustav Theodor Fechner, estabeleceu que eventos sensoriais podem ser relacionados matematicamente a mudanças relativas mensuráveis nos valores de estímulos físicos.
{\displaystyle {\frac {\Delta R}{R}}=k}
{\displaystyle \Delta R}: quantidade de estímulo que precisa ser adicionada para produzir um jnd
{\displaystyle R}: quantidade de estimulação existente ({\displaystyle R} o alemão Reiz, que significa estímulo)
{\displaystyle k}: constante (diferente para cada sentido)
A lei de Weber é inválida quando o estímulo se aproxima dos limites superior ou inferior de uma modalidade sensorial. Fechner inspirou-se na Lei de Weber e desenvolveu o que conhecemos hoje como Lei de Fechner, afirmando que havia uma relação logarítmica entre a intensidade do estímulo e a intensidade percebida. A Lei de Fechner era mais avançada do que a Lei de Weber, em parte porque Fechner havia desenvolvido novos métodos para medir diferenças just-perceptíveis em diferentes modalidades de sentido, tornando os resultados medidos mais precisos.

### Psicologia
Durante a maior parte de sua carreira, Weber trabalhou com seus irmãos, Wilhelm e Eduard, e seu parceiro Gustav Theodor Fechner.  Ao longo dessas relações de trabalho, Weber completou pesquisas sobre o sistema nervoso central, sistema auditivo, anatomia e função do cérebro, circulação, etc., e uma grande parte da pesquisa sobre fisiologia sensorial e psicologia. Os seguintes itens fazem parte das contribuições de Weber à psicologia experimental:

#### Teoria Experimental das Ondas
Estudo de fluxo e movimento de ondas em líquidos e tubos elásticos.

#### Hidrodinâmica
Weber descobriu leis e as aplicou à circulação. Em 1821, Weber lançou uma série de experimentos sobre a física dos fluidos com seu irmão mais novo Wilhelm. Esta pesquisa foi o primeiro relato detalhado dos princípios hidrodinâmicos na circulação do sangue. Weber continuou sua pesquisa sobre o sangue e, em 1827, fez outra descoberta significativa. Weber explicou a elasticidade dos vasos sanguíneos na movimentação do sangue na aorta em fluxo contínuo para os capilares e arteríolas.

#### Técnica de Limiar de Dois Pontos
Essa técnica ajudou a mapear a sensibilidade e a acuidade do toque no corpo usando a técnica da bússola. Os pontos de uma bússola seriam colocados a distâncias variadas, a fim de ver a que distância estão os pontos da bússola percebidos como dois pontos separados em vez de um único ponto.  Weber também escreveu e testou outras ideias sobre a sensação, incluindo um limiar terminal, que é a maior intensidade que um indivíduo poderia sentir antes que a sensação não pudesse mais ser detectada.

#### A Ilusão de Weber
A Ilusão de Weber é uma "experiência de divergência de dois pontos quando a estimulação é movida sobre áreas insensíveis e convergência de dois pontos quando movida sobre áreas sensíveis". O uso de Weber de experimentos multivariados, medições precisas e pesquisas sobre psicologia sensorial e fisiologia sensorial lançou as bases para aceitar a psicologia experimental como um campo e fornecer novas ideias para colegas psicólogos do século 19 se expandirem.

## Publicações
O trabalho de Weber sobre os sentidos táteis foi publicado em latim como De Subtilitate Tactus (1834), e em alemão como Der Tastsinn und das Gemeingefühl em 1846. Ambas as obras foram traduzidas para o inglês por Ross e Murray como E.H.Weber: The Sense of Touch (Academic Press, 1978) e reimpressas como E.H.Weber on the Tactile Senses (Erlbaum, Taylor & Francis, 1996). Weber propôs que havia um limiar de sensação em cada indivíduo. O limiar de dois pontos, a menor distância entre dois pontos onde uma pessoa determina que são dois pontos e não um, foi a primeira descoberta de Weber.
O trabalho de Weber teve um impacto significativo no campo da psicologia experimental, pois ele foi um dos primeiros cientistas a testar suas ideias em humanos. Suas anotações meticulosas e novas ideias de assuntos de teste descritas em seu livro Der tastsinn und das gemeingefühl (em inglês: "O sentido do tato e a sensibilidade comum") levaram E. B. Titchener a chamar a obra de "a pedra fundamental da psicologia experimental".  O livro que descreveu a pesquisa da circulação sanguínea, Wellenlehre, auf Experimenten gegrϋndet (Inglês: "Wave Theory, Founded on Experiments") tornou-se instantaneamente reconhecido como muito importante para a física e fisiologia. Esta pesquisa abriu caminho para futuras investigações, embora não tenha sido formalmente publicada até 1850 com o culminar do resto de sua pesquisa sobre o sangue em um livro intitulado, Ueber die Anwendung der Wellenlehre auf die Lehre vom Kreislauf des Blutes und insbesondere auf die Pulslehre (Inglês: "Concernente à aplicação da teoria ondulatória à teoria da circulação do sangue e, em particular, sobre o ensino do pulso").
- Anatomia comparativa nervi sympathici (1817)
- De aure et auditu hominis et animalium (1820)
- Tractatus de motu iridis (1821) ·
- Wellenlehre auf Experimente gegründet (1825)

Trabalhos conjuntos com seus irmãos Wilhelm Eduard Weber e Eduard Friedrich Weber:
- Zusätze zur Lehre vom Bau und von der Verrichtung der Geschlechtsorgane (1846)
- Die Lehre vom Tastsinn und Gemeingefühl (1851)
- Annotationes anatomicae et physiologicae (1851)

## Obras
- Anatomia comparata nervi sympathici cum tabulis aeneis. Reclam, Leipzig 1817.
- De systemate nerveo organico. Leipzig 1817.
- De aure et auditu hominis et animalium. Leipzig 1820.
- Tractatus de motu iridis. Glück, Leipzig 1821. (com Ernst Wilisch)
- Nonnulla de venaesectionis in organismum universum vi et in curanda nominatim inflammatione usu. Hirschfeld, Leipzig 1823.
- De strato musculoso tunicae venarum mediae in quibusdam mammalibus majoribus indagato. Staritz, Leipzig 1823. (com Karl Friedrich Weigel)
- De zostere. Leipzig 1825.
- De febre puerperali. Leipzig 1825.
- Wellenlehre auf Experimente gegründet oder über die Wellen tropfbarer Flüssigkeiten mit Anwendung auf die Schall- und Lichtwellen. Fleischer, Leipzig 1825. (com Wilhelm Weber). Dazu: Digitalisat, abgerufen am 11. März 2017
- Observatio tumoris et ossificationis cerebelli. Leipzig 1826.
- Dissertatio inauguralis medica eclampiam gravidarum parturientium et puerperarum sistens. Leipzig 1831.
- De Pulsu, Resorptione, Auditu Et Tactu. Annotationes Anatomicae Et Physiologicae. Koehler, Leipzig 1834.
- Zusätze zur Lehre vom Baue und den Verrichtungen der Geschlechtsorgane. Weidmann, Leipzig 1846.
- De hepatis ranarum structura et functiones observationes novae. Leipzig 1848.
- Annotationes anatomicae et physiologicae. programmata collecta fasciculi tres. Koehler, Leipzig 1851.
- Die Lehre vom Tastsinne und Gemeingefühle auf Versuche gegründet. Vieweg, Braunschweig 1851.

## Legado e influência
Weber é frequentemente citado como o pioneiro ou pai da psicologia experimental. Ele foi o primeiro a conduzir verdadeiros experimentos psicológicos que tinham validade. Enquanto a maioria dos psicólogos da época conduzia o trabalho atrás de uma mesa, Weber estava ativamente conduzindo experimentos, manipulando apenas uma variável de cada vez para obter resultados mais precisos. Isso abriu caminho para o campo da psicologia como ciência experimental e abriu caminho para o desenvolvimento de métodos de pesquisa ainda mais precisos e intensos. Uma das maiores influências de Weber foi sobre Gustav Fechner. Weber foi nomeado o Dozent de Psicologia na Universidade de Leipzig no mesmo ano em que Fechner se matriculou. O trabalho de Weber com a sensação inspirou Fechner a aprofundar o trabalho e passar a desenvolver a lei de Weber. Na época de seu trabalho de sensação, Weber não percebeu completamente as implicações que seus experimentos teriam na compreensão do estímulo e da resposta sensorial.